# Sogea (construction)
 (août 2018).
Si vous disposez d'ouvrages ou d'articles de référence ou si vous connaissez des sites web de qualité traitant du thème abordé ici, merci de compléter l'article en donnant les références utiles à sa vérifiabilité et en les liant à la section « Notes et références ».
Pour les articles homonymes, voir Sogea.
Sogea était une filiale du groupe Vinci, spécialisée dans les travaux publics et le bâtiment.

## Historique
1878 : Création de la société Eau et Assainissement. 
1961 : Création de la Socea. La Socea élargit son domaine d’activité et débute la gestion et l’exploitation des services publics d’eau potable et d’assainissement en absorbant la société Eau et Assainissement. 
2001 : Les parts sociales détenues par SOGEA sont cédées à Vinci Construction. 
2002; La SOGEA est radiée du registre du commerce et des sociétés.
2007 ; GTM et SOGEA fusionnent pour créer une entité commune, VINCI Construction France. Les marques continuent cependant d’exister et un logo commun est mis en place ainsi que certaines entités régionales comme Sogea Centre, Sogea Nord Ouest.etc.

## Filiales
De nombreuses entreprises ont été rachetées et ont intégré la structure Vinci Construction France. Les noms ont alors été gardés ou ont disparu et ont été intégrés à Sogea. 
- Pathologie et Ouvrages d’Art (POA) a été renommé Sogea IDF en 2018[6],
- TPI
- Petit
- Sicra (Societé Industrielle de Construction RApide, 1944)

## Quelques ouvrages réalisés
- Tour Trinity à La Défense